# 中国の女性史
本項中国の女性史（ちゅうごくのじょせいし）では、中国の歴史における女性の地位の変遷や女性に関する政治制度の変化、また政治や文学といった場面で活躍した著名な女性、そしてその研究史について述べる。
古代中国における女性は、社会生活への参加を制限されており、女性は室内に留め置くべきという社会規範のもと、室外で仕事をする場合でも男性の管理下にあった。女性は土地の所有、科挙試験への参加、官吏への在任などの権利は持たず、その個人名が現代に伝わらない場合も多い。一方、女性が女性特有の職業や文学界の中で活躍し、まれに男性には手の届かない政治的影響力を獲得することもあった。
中国の漢族の社会は、基本的には典型的な父系制で、特に「同姓」の関係（姓は父子の間で継承される）を重視する社会であった。父系で繋がる同姓の男性親族は「宗族」を構成する一方で、女性は他の家に嫁ぐことが必須とされ、結婚し子を産んで初めて社会的な居場所ができた。そして結婚後は、夫の父母を実の父母として、そして夫を自分の「天」として奉仕することが求められた。一方、子供からは母として崇められ、特に夫の死後は家庭内で強い力を持つこともあったし、召使いたちに対して権力を行使することもあった。
近年の研究では、中国前近代の女性を封建制・家父長制の中に留め置かれた「抑圧された存在」とだけ考えるのは、五四新文化運動・共産党革命・西洋フェミニズムの交差の中で創造された観点であると指摘されている。そして、こうした通説から一面的に女性像を検討するのではなく、中国社会全体の動きの中で、時代状況に応じた女性による主体的な選択を理解すべきであるとされ、近年はこうした方向の研究も増えている。

## 先秦時代
古代中国の文献資料としては紀元前4世紀に編纂された『春秋左氏伝』などがあるが、その記述の多くは男性の貴族・学者を対象とし、女性への言及は少ない。こうした女性に関する文献資料が乏しい時代については、考古学的遺物に基づいて当時の女性像やジェンダー観に迫る研究が盛んである。
先秦時代のジェンダー構造の変遷について、内田 (2018)は以下のように整理している。新石器時代に父系制と男女分業が成立すると、経済面で男性が優位に立つ傾向が生まれた。殷代には王権継承は父系で行われ、王とその妃・妾の墓は完全に分離されていた。この頃には、政治で重要な役割を担った占卜は男性によって独占的に操られており、これが後の政治的立場の相違にも影響したと考えられる。西周時代の封建的貴族社会においては、氏族同士の婚姻関係が政治手段として重視され、婚姻こそが女性の重要な役割であるとみなされていた。こうして女性の立場が低くなった背景には、出産時のリスクによって平均寿命が短くなりがちであったことなども考えられる。

### 新石器時代

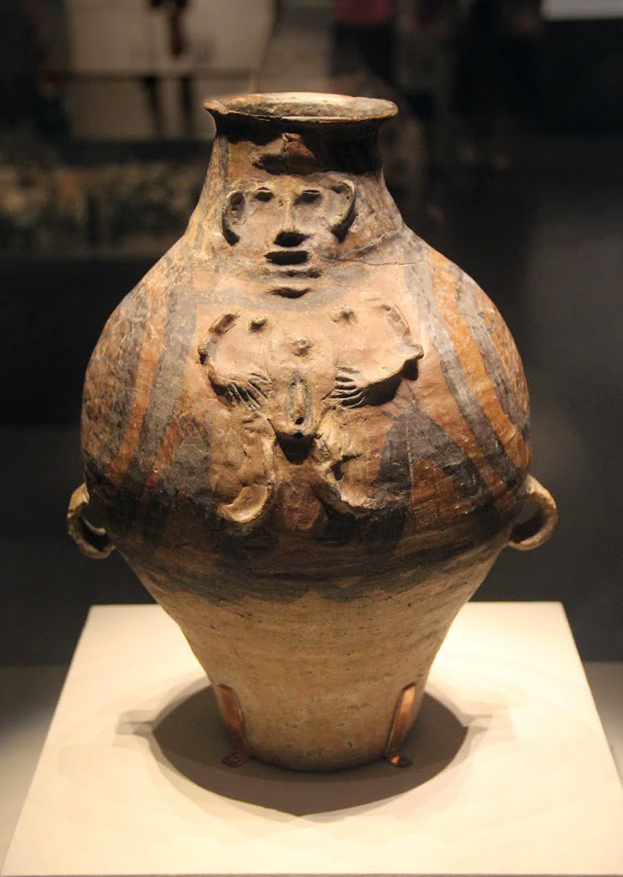
馬家窯文化の器。女性・男性の姿が表現されている。

女性の肖像が最も早く現れるのは旧石器時代で、ビーナス像はユーラシア大陸各地から発見されている。中国でも、小型の女性像が新石器時代中期の遼寧省の紅山文化や内モンゴル自治区の興隆窪文化の遺跡においてたびたび発掘されている。これらの女性像は、手を腹部の上に休ませるポーズを取ることが多く、また牛河梁の像など宗教施設の中から発見された例もあり、女神信仰の崇拝対象とされていたことを示唆する。
新石器時代前期に属する河南省新鄭市の裴李崗墓地からは、鉄製の鋤と製粉の道具が同じ墓の中から出土する例は皆無で、前者は男性墓、後者は女性墓に埋納されていた。このことから、当時すでに性別による労働分業制が行われていたことが分かる。
新石器時代中期の終わりごろの陝西省渭南県の史家遺跡では、婚姻家族（夫婦）でなく血縁家族（同族）を単位として改葬されており、発見された人骨の割合は男性の方が多い。これは、成人女性が血縁集団の墓の中に埋葬されなくなったことを示し、婚姻によって女性が他集団に嫁ぎ、男性はそのまま残って他集団の女性を娶る（父方居住制）が普及し始めていたと考えられる。
新石器時代後期の例としては、青海省の馬家窯文化の女性墓にはしばしば紡錘車が副葬されており、機織りが当時の女性にとって重要な職業であったことを示唆する。ここでは、男女がともに埋葬される際に両者は並んで埋葬されており、これは男女間の社会的地位に差がなかったことを示唆する。また、馬家窯文化の六平台遺跡から発見された男女両方の性器が描かれた器は、当時は性差がそれほど厳格ではなかったことを示すとされるとともに、後の陰陽思想との関連からも注目されている。
一方、斉家文化に属する青海省海東市楽都区の柳湾遺跡の例では、女性の遺体は棺の外側で副葬品とともに並べられており、これは女性がその墓の主人である男性の所有物とされていたことを示唆する。また、男女が葬られている墓において、ある女性の左足が棺の下部に捕らえられている場合があり、これはこの女性が生き埋めにされた可能性があると指摘されている。
一般的には、中国の文明草創期の社会（旧石器時代・新石器時代前期）は母系制であり、牧畜と社会的分業の勃興によって徐々に父系社会が支配的になったとされる。

### 殷代

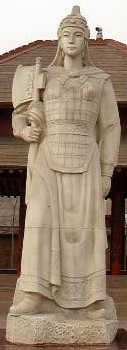
近代の美術家による婦好の像。

殷の甲骨文の記録によれば、王位の継承は父系の直系を優先しており、それに付随して男子を優先する観念が確立し始めた。
殷代、女性の地位は地域によって差があった。たとえば、夏家店下層文化の大甸子共同墓地の北部には、男女同数の墓が存在し、男女平等に埋葬儀礼が行われていた可能性がある。なお、この墓地での平均寿命を調べると、36歳以上までの生存率は男性の方が高いことが明らかにされている。一方、同時代の他の共同墓地では、女性が正式に埋葬されたと認められる例は少ない。

#### 殷墟の婦好墓
殷代には女性が高い地位に就くだけではなく、政治力を行使することもあった。殷墟から発掘された武丁の妻のうちの一人である婦好の墓には、貴重なヒスイや青銅器が副葬されており、彼女の富を示している。加えて、婦好墓から発見された甲骨文字の記録によれば、婦好は軍隊を率いて殷の北部の戦いに出向き、国家を征服し、祖先崇拝への務めを主導し、宮廷で政治を手助けしたことが書かれている。彼女の死ののち、婦好は後世の君主から「辛」という諡を与えられ、奉納品が捧げられた。
同じく婦好墓の甲骨文によれば、当時は女児よりも男児が好まれる傾向があったらしく、婦好の妊娠について「出産は丁の日か庚の日か。31日後の甲寅の日に、残念ながら女子を生んだ」と記されている。加えて、男性の支配者は男児を得る可能性を高めるために複数人の妻を持つことが許されていた。実際、婦好は70人近く存在する武丁の妾の一人である。武丁の第一婦人は「婦妌」という女性であり、その地位の違いは、婦妌が殷墟の王の地区の斜面に埋葬されるのに対し、婦好は公式の共同墓地の外側に埋葬されていることに示されている。

### 周代

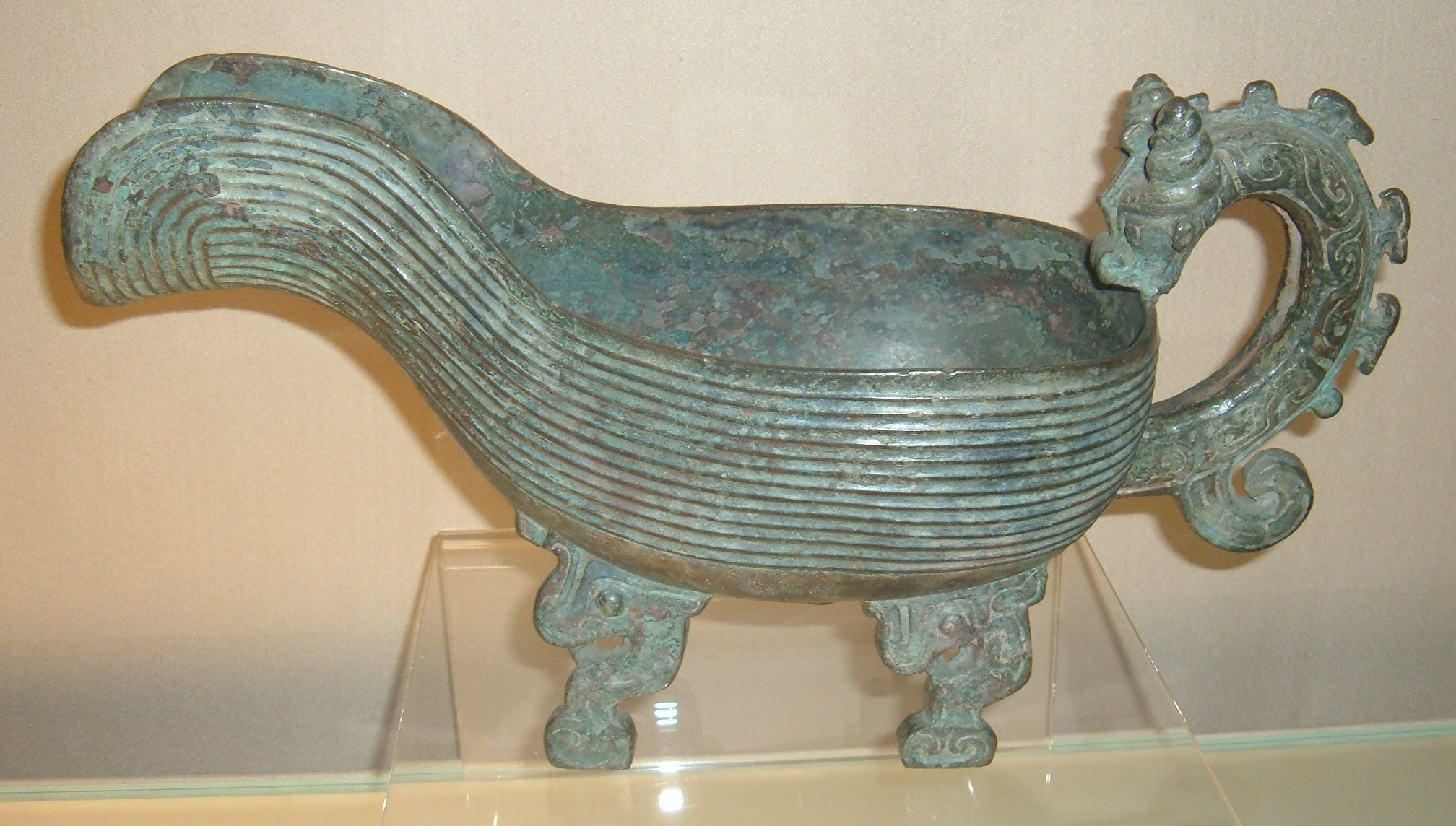
青銅器の匜。西虢の王女の孟姬のために、虢公が鋳造した。

周代から、中国社会は明らかな家父長制となり、男女の社会的役割が厳格に、封建的な階層によって定められるようになったとされる。このジェンダー関係は「男耕女織」という言い回しによく表れており、理論的には、こうした区別は道徳規範や社会的秩序を保証するものであった。『易経』には「家族において、女性に相応しい場所は『内』で、男性に相応しい場所は『外』である」という表現がある。文献によれば、女性は徐々にこのジェンダー区分の中に押し込まれ、女性がやむを得ない仕事で外に出るとき以外は家にいることが期待されていた。
文献資料の中には、周代の知識人層（そのほとんどが男性）による女性認識を示すものがある。それらによれば、子供には男児が好まれており、9歳までは男女ともに同様の教育を受けるが、10歳以降の女児は「三従四徳」の学習を行う。「三従」とは、女性はまず父に、そして結婚後は夫に、夫の死後は息子に仕えるということで、「四徳」とは女性としての徳・言葉・容貌・仕事のことである。結婚後は、女性は彼の夫の両親とともに生活し、自分の両親と同じように夫の両親に「孝」を尽くすことが求められた。また、結婚の際には、男性側の家族が女性側の家族へと婚資（花嫁代償）として金銭的な代償が支払われるという習慣があり、これは周代の礼の規定にまでさかのぼることができる。
ただし、周代の礼制の細かな規定の全てにおいて、女性が従属的な立場であったわけではない。たとえば、山西省の晋侯の共同墓地のうち19の墓では、晋侯とその妻の墓所が結合している。その副葬品が豪華であったことから、紀元前10世紀の頃は妻の地位は夫の地位に近いものであり、周代の礼制度はまだ厳格には施行されていなかったと分かる。そして紀元前9世紀初頭になると、妻の墓に副葬される青銅器の数は著しく減少し、妻の地位が夫に対して従属的な地位になったことが示されている。ただ、紀元前8世紀の晋侯の墓所は彼の二人の妻の墓よりも小さく、これは周王朝の権力が徐々に衰えてきたということと、儀式の適用方法には実際には様々な形があったことを示す。
この時代の女性には、男性に政治戦略の助言を与える者、男性を厳しい法律の処罰から守る者、男性貴族に正確な射撃の方法を教える者、男性支配者の許されざる行いを諭す者、詩歌を創作する者などもいた。また、周の武王は自分の妻の邑姜を彼の九人の大臣のうちの一人に任命した。

#### 恋愛詩としての『詩経』
また、西周時代の成立とされる『詩経』にはさまざまな解釈が存在するが、これを恋愛詩として読む研究もある。これによれば、冬から解放され農作業が始まる旧暦2月ごろに恋愛の季節を迎え、川のほとりでみそぎをして神を祀り、無病息災や子宝に恵まれることなどを祈願する。そして、川辺でダンスや合唱に興じながら、恋人を求めて一種の恋愛競争を行い、桑林や川辺で逢瀬を楽しむ。男女関係は比較的自由で大らかなものであったと考えられている。

### 春秋戦国時代

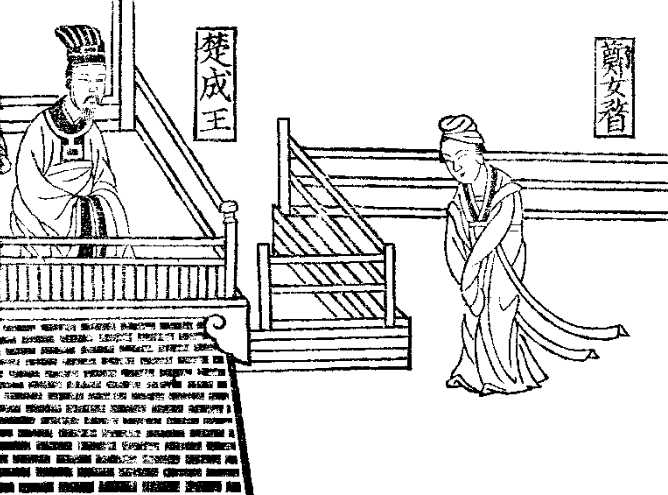
鄭瞀が楚の成王に助言をするシーン。清代の木版画。

周王朝の権力減衰にともない、徐々に諸侯が独立し、強大化するようになった。社会不安の広がる時代の中では、世界は秩序だった状態であるべきと主張する思想家が増加し、その大半は女性が男性に対して劣等であると強調した。
ただ、支配者の女性親族が外交において重要な役割を果たすこともあった。たとえば、鄭の文公の二人の妻は個人的に楚の成王のもとを訪れて感謝を伝え、のちに彼は鄭に援軍を送った。また、女性はその家庭の管理を任されており、たとえ男性に限定された会合であっても、家庭にいる女性がその会合を見ていたことも記録されている。ある場合には、晋の大臣が彼の妻に宴会の際に陰から彼の同僚を査定するように頼み、後にその妻はその同僚の人柄についての評価を夫に教えた。ほか、曹の大臣が彼の妻に彼と晋の文公との会合を監視させた例もある。彼女は、晋の文公は素晴らしい指導者であると判断したが、曹の共公は彼に対して無礼な振る舞いをした。のち、晋の文公が復位すると、文公は曹に侵攻した。これらの事例は、女性が政治的・社会的な問題の助言者・計画者などとして君主と密接なかかわりを持つことがあったことを示している。
社会的階層の低い女性の専門的職業としては、織工や料理人、楽工などが記録されている。しかし、伝世文献や出土資料の証拠のほとんどは上層の女性に関するものであり、市井の女性の暮らしがいかなるものであったかを明らかにすることは難しい。

#### 「男耕女織」の文化
先秦時代の紡績は、当初は麻などの植物繊維が用いられたが、新石器時代の遺跡からは繭が発見され、殷代には絹が使用されていたことは明らかである。殷代の絹織物は彩色や技巧などの品質が高く、装飾性の高い衣裳や布製品が生産されていたらしい。こうした製品の制作には女性が関係していたと考えられ、戦国時代成立の『呂氏春秋』にはすでに「男耕女織」の概念が示されている。発掘調査によると、殷墟の孝民屯東南地の墓地のように女性が紡績ではなく青銅器製造にかかわっていたとされる例もあり、『詩経』には桑の葉の採集を男性が行っていた記述もある。実際には様々な状況が存在した中で、春秋戦国時代に女性の職掌の象徴としての「紡績」という観念が成立したと考えられる。
こうして、男性は家の外側で社会・政府のリーダーとなり、女性は家の内側で受動的・従順な存在とされて家事活動を行うという男女の内・外概念が成立した。このジェンダー観は他のヒエラルキーの暗喩として用いられることもあり、家臣の君主に対する忠誠が、女性の夫への忠誠になぞらえられることもよくある。

## 秦漢帝国

### 秦代
儒教の教えによれば父系制と父方居住制が基本であるが、この教えが必ず守られるというわけではなかった。秦においては、貧しい家族が男子に土地を分け与える義務を避けるため、彼を妻の家族のもとに送るというのはよくあることだった。こうした男性は「贅婿」と呼ばれて上級階級には軽蔑され、紀元前214年、妻の家族とともに生活する男性が処分されたことがある。
また、秦代の竹簡の調査によって、秦の法律では夫が妻に傷害を与えた場合、夫に科される刑罰は一般人同士の場合と同じであったことが明らかになった。これは、妻に対する夫の暴力の場合は罪を軽減する唐代の法律に比べると、「夫尊妻卑」の度合いは低いと言える。また、秦律においては異父同母（異姓）の兄弟姉妹での近親相姦は死罪とされたが、唐律においては異母同父（同姓）なら死罪・異父同母（異姓）なら労役刑であり、量刑が異なっている。この法律においては、同姓・異姓が血縁関係を判定する絶対的な基準とはなっておらず、一概に「父系的」とは言い切れない状況があったことを示唆している。

### 漢代

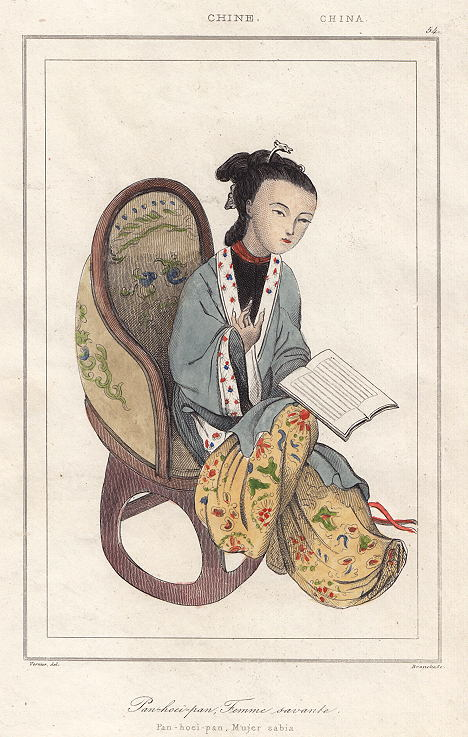
班昭が読書をしているところを描いたイラスト。18世紀の作。

漢代に入ると儒教の進出とともに「男耕女織」の理念が強く意識されるようになった。たとえば、文帝のもとでは「藉田親蚕」という儀式が行われた。ここでは、皇帝（夫）が自ら農耕具を持って畑仕事を行う一方、皇后（妻）は養蚕の模擬行為を行うのであって、天下に夫婦分業の理念を示すとともに、農業・蚕業に務めるよう民を奨励した。養蚕によって作られる布製品は、前漢の武帝の頃から国家財政に直接寄与するようになり、その生産の担い手は基本的に女性とされていた。

#### 理念と現実の相違
江蘇の儀徴にある夫婦の墓の発掘調査により、朱凌という男性の遺書が発見された。その遺書によれば、父の死後、朱凌は彼の母の生家に戻って養育された。実際、漢代において父方居住制はそこまで強調されていたわけではなく、妻方居住制の実例も多い。朱氏の母親の家族は、女性の婚姻を通して他にも義理の息子を多数家庭に迎え入れた。Hinsch (1998)は、こうした秦代・漢代に見られる妻方居住制は、中国の歴史全体でも下層階級においては一般的なもので、貧しい男性はこの方法によって社会階層を移動することがあったと指摘している。また、儒教経典の教義では「未亡人が再婚しないこと」は道徳的行いであるとされていたが、実際には女性の再婚は常見される現象だった。
また、『史記』や『漢書』から王族の実例を調査すると、漢代においては必ずしも父系制が強固だったわけではなく、実母と実子の関係が重視されていたことが分かる。特に、幼い皇帝が即位した場合にその皇太后（母）とその兄弟（舅）が権力を握るという外戚政治は頻繁に行われ、母系の一族の繋がりも強固であったと考えられる。

#### 漢代の徴税制度
漢代の徴税制度では、男女ともに15歳から56歳の者は税を払う義務があると規定されていた。記録によれば、小作農の女性は20畝の土地を割り当てられ、その税率は夫婦単位の基準値によって定められた。夫婦は、絹を一束、雑穀を30斗納め、未婚の男女は4人で一家族と同じ税を納めるように調整された。604年に隋の煬帝がシステムを変更するまでは、この税制度が継続された。

#### 『列女伝』と『女誡』
紀元前1世紀に劉向が編纂した『列女伝』は、戦国時代の女性の説話を集めた伝記で、支配階級の女性を中心に書かれた中国最初の女性史ともいえる。男女ともに礼を実践し社会秩序を保つべきというテーマのもと、ヒロインとなる女性の聡明さは社会に対して恩恵をもたらすものとして描かれている。また、ここでは貞淑な女性の利点とそうでない女性の危険性が強調され、受動的でありながらも、男性（夫・父）の後見人として彼らの教育・行動を巧みにコントロールする存在として描かれている。
女性の学者である班昭は、学者・宮廷文人として『漢書』の補筆や詩作を行い、また女子教育書として『女誡』を執筆した。そこでは「女徳」（女性の持つべき徳）として、「女性は卑しくか弱げに振る舞うべきもの」「女性は人と是非を討論してはならない」「夫は天であり再婚は許されない」などと教え諭した。ほか、「大雀賦」は異国の献上物に対して皇帝が班昭に作らせた作品で、国家を代表して女性が献詩を作った珍しい例である。また、同じく女性の学者として著名だったのが蔡琰で、彼女は文学・音楽に対して深い造詣を有していた。

## 魏晋南北朝時代
魏晋時代の女性については、過去異なる二つの方向性から検討されてきた。一つは、この時代の老荘思想・道教・仏教の興隆によって、漢代に確立していた儒教的な政治文化が批判されたことを強調するもので、ここからは漢代とは異なる主体性を自覚した女性像が導かれる。一方、家族史・法制史の側面からは、この時代には家族の大型化が進行し、直系を尊ぶ累世同居の大家族が現れ、妻はそれを下支えする存在として忍従を強制された、とする女性像が導かれている。
前者のような闊達な女性の姿を描くものとして、当時の説話集である『世説新語』には、女性が夫や兄弟をやりこめるシーンがたびたび登場する。以下はその一例である。
後者のように、同居家族が漢代から唐代にかけて徐々に大型化するという考え方も多くの研究者に受け入れられている。これは当時の門閥貴族の発達と関連付けて理解され、貴族と宗族が関係するものとして論じられてきたことと関係している。また、皇帝の娘である公主が、六朝時代以降は父（皇帝）ではなく夫と同居し、父系制を支える妻という存在に変化したことも指摘されている。

### 魏晋の文学作品
漢末から魏晋にかけては、女性作家の存在も多く確認される。たとえば、秦嘉の詩は、彼が都に行く際に病床の妻（徐淑）に送られた贈答詩であり、細やかな夫婦の情愛に満ちている。また、曹丕と丁廙の「蔡伯喈女賦」は、蔡琰の悲遇を題材に取りつつ、女性の一人称の語りに仮託した作品であり、これ以後建安詩人の間ではこうした作品が増えた。ほか、魏晋南北朝時代の女性詩人として、西晋の左思の妹である左棻、形而上学的な玄言詩を制作した東晋の謝道蘊、閨怨詩を制作した南朝宋の鮑令暉（鮑照の妹）などがいる。

また、この頃から「閨怨」というジャンルの作品が増え始める。これは「女性が寝室での独り寝を怨む」という設定の作品であり、漢代に作られた「古詩十九首」（『文選』収録）に見えるほか、魏の曹丕や曹植も制作した。ここに描かれるたおやかで弱弱しく、男性に捨て置かれても彼を愛する「待つ女」という設定は、当時の男性にとってこうした女性が理想的であると考えれられていたことを反映している。

### 道教と女性
中国において主要な地位を占める宗教である儒教・仏教・道教の「三教」のうち、道教は比較的女性に好意的であったとされる。たとえば、後漢末・魏晋時代から徐々に発達した原始道教である天師道においては、信者の領地を支配する祭酒という聖職者が指導を行ったが、この職に就く者は男女を問わなかった。天師道では男女の差は設けられておらず、同じ資格と符籙を受けることができた（ただし符籙を渡す儀式には差がある）。
また、4世紀ごろから発達した上清派では、個人的な実践に力点が置かれ、男女ともに同じ宗教的実践を行った。その際、神格化された存在として魏華存という女性が重視され、救済者・助言者として大きな役割を果たした。修行者は、柔軟性・変化の象徴とされる女性の力を借りて変身を遂げ、道士として完全な存在に達するとされ、同時に多くの女性道士が神となり人々に崇拝された。
なお、道教において女性と女性らしさ（母親・柔軟性といったイメージ）が重視されていたことは確かだが、必ずしも女性の社会的地位が高いことを意味するわけではない。

## 唐代

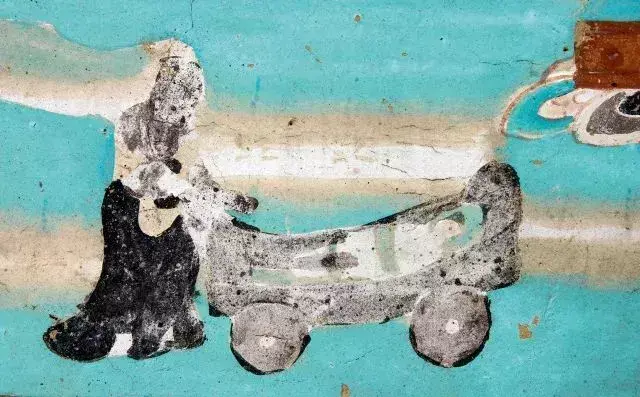
女性が乳母車を押している絵。莫高窟から発見された唐代の絵。

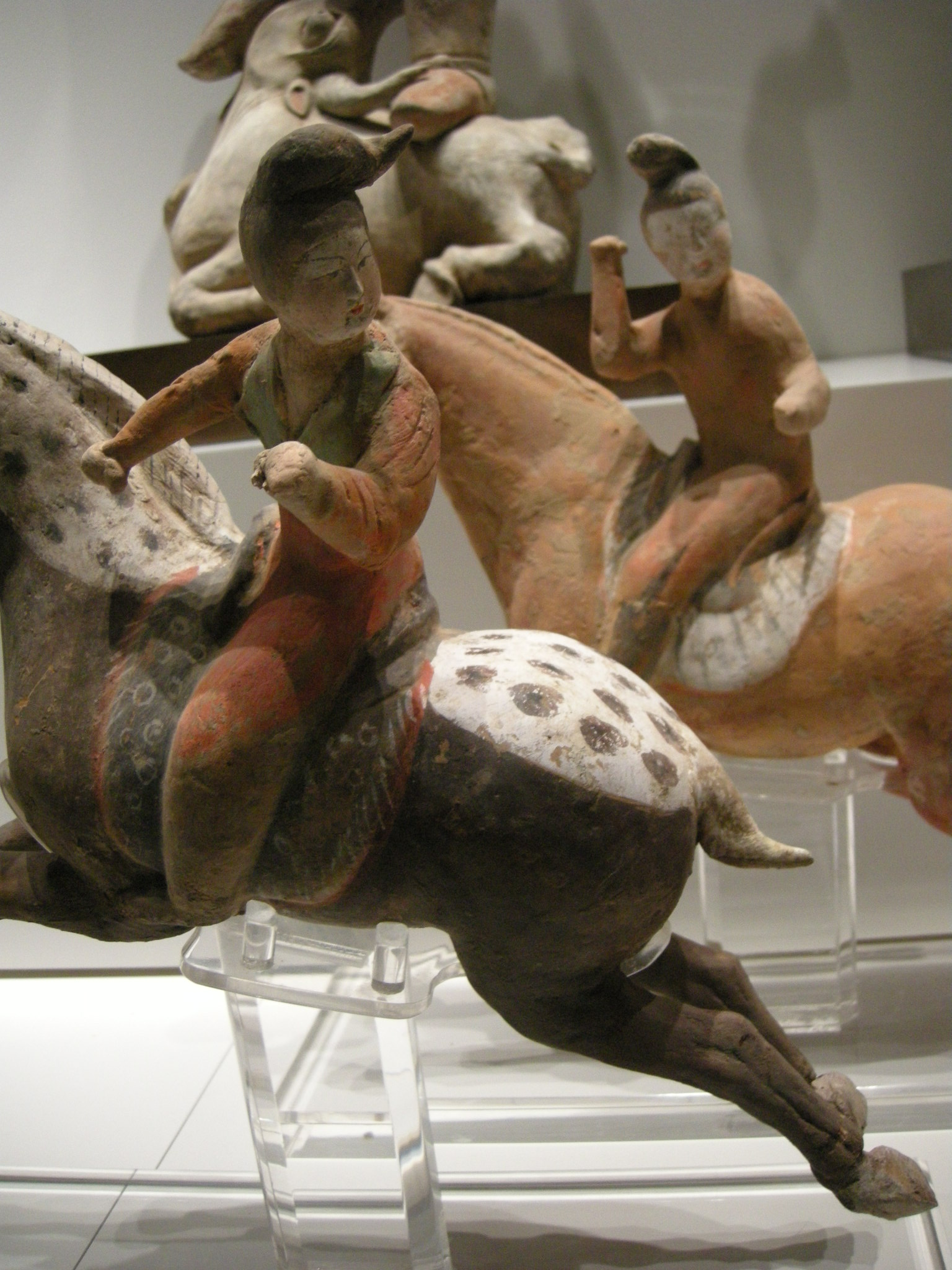
唐代の女性が、ズボンを履いて騎馬をしている陶器の模型。

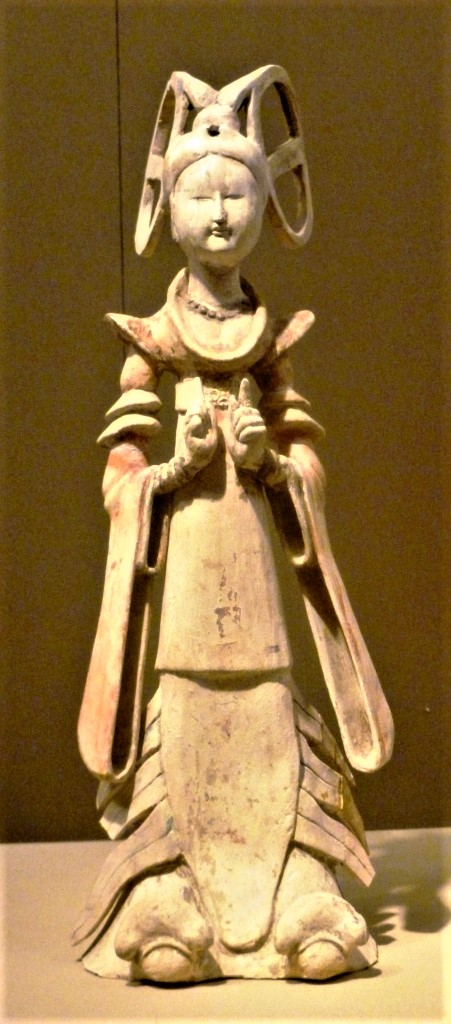
唐代の作。彩色された女性の踊り子が、頭にリングを付けている。

一般的に、唐代は南宋以後との対比から女性の黄金時代であるとみなされることが多い。南宋以後は、纏足や未亡人の殉死が増え、未亡人が貞潔を守ることが社会規範となったが、唐代以前はこのような現象は少ない。また、唐代に得度した女性道士の数は全体の三分の一を占め、宋代以後は全体の3～4パーセントにまで低下する。

### 唐の宮室
唐代の女性が自由であるというイメージは、唐王朝が半世紀にわたって女性によって統治されたことも関係している。則天武后は、高宗の愛人という立場から国家のさまざまな部署を統制し、まず彼の皇后に、そしてのちには彼の後継者の摂政になった。690年には、ついに「武周」という新たな国家の女帝として君臨することを宣言した。他にも、政治的に重要な役割を果たした女性として韋皇后と太平公主がいる。 
唐の社会は北朝の伝統を引いており、中央アジアや大草原地帯の遊牧民族と密接に交流していた。彼らの社会では、男性と女性は漢民族に比べれば平等であり、女性たちが法的な議論や政治、そして戦闘に参加していた記録がある。唐の初代皇帝の李淵の娘である平陽昭公主は、唐王朝の創立に寄与し、7万人の兵士を率いて父親の軍事行動に貢献した。加えて、彼らの社会の中では、女性は社会的意識においても強大な地位を占め続けており、女性は強大な霊魂の持ち主としてシャーマン的に家族の運命を司る存在であるとされた。
また、唐代には閨閥（政治的な提携関係を深めるため、他国の支配者の女性親族と婚姻を結ぶこと）の事例が多く見られる。それ以前の王朝とは対照的に、唐代では王朝から送られる王女は皇帝一族の純血の家族の一人であった。ここで、彼女たちは物々交換の道具とされていたわけではなく、唐王朝の大使・外交官としての役割を果たすことが期待されていた。これは文化大使の役割を果たしたこともあり、例えば文成公主はリッチャヴィ朝のブリクティーとともに、仏教をチベットにもたらしたことで高い評価を得ている。政治的な外交官として王女が活躍した例としては、回鶻の指導者と婚姻関係を結んだ太和公主が挙げられる。彼女は、夫と死別した824年に、堅昆との対立の最中に二度拉致され、武宗に反乱勢力の指導者を公的に求めるよう嘆願した。その文章は『資治通鑑』に記録されており、女性が外交官としての政治的役割を果たすことが期待されていたと分かる。

### 唐代の庶民女性の暮らし

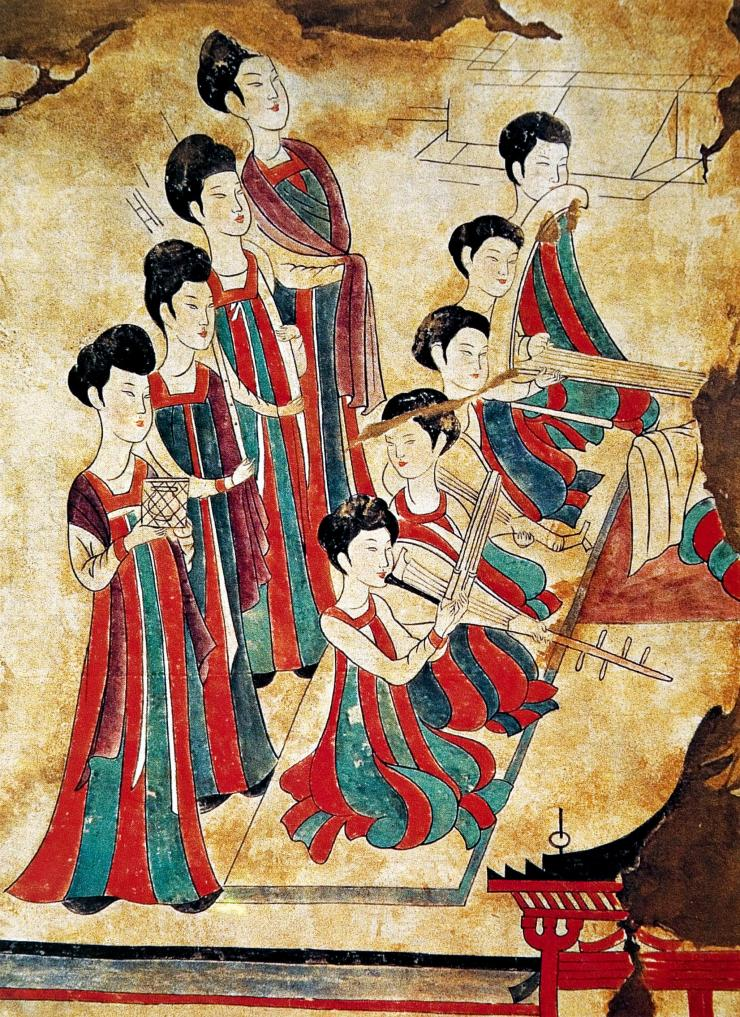
唐代の李寿の墓の壁に描かれていた、女性の舞楽師の集団。

唐代の税制度では、税は成人男性が国家に対して請け負うもので、女性は課税対象ではなかったが、男性の徴納品に含まれていた絹や麻は家庭の女性が制作するものであった。Charles Bennは、吐谷渾から引き継がれた風習として、唐代の女性は全身を覆うマントを羽織り、目の部分だけを開けていたとし、これは男性の視線を避ける意図があったことを述べている。8世紀、唐の高宗が女性が顔を晒すことが不安であると知ってこのスタイルに関する布告を出し、徐々に増え始めた。ただ、頭の覆いは、ベールが肩まで垂れ下がる形のつばの広い帽子がより一般的になった。
庶民の女性が就いた職業としては、食品販売の商業・蚕業・歌謡・舞踊・曲芸・大道芸・語り部・役人の秘書などがあり、ほかに宗教団体に入信する女性も多かった。長安の記録によると、8世紀には27の仏教の女性寺院があり、6つの道観が巫女を備えていた。尼僧も宗教行事に参加しており、たとえば長安に仏舎利を迎え入れる行事では、男女の僧侶が仏陀の指の骨を納めた車の後ろを行進した。

#### 妾と売春業の存在
また、唐代になると、女性を経済的物品として見ることも増え始めた。唐代以前は妻に加えて妾を持つことは上層階級に限られていたが、唐代の法律では妻と妾の区別を明確化し、その子供の間にも差を設けた。男性は法的には一人の妻を持つことしか許されていなかったが、経済的余裕の限りで妾は何人でも購入してよいとされた。妾の法的な地位は、婢と呼ばれる小間使いとは別物であって、婢はその地位から解放（「放」）されなければ逃れることはできなかった。しかしながら、妾は婢と同様に正妻に仕えることが期待されていたし、妾の子供も正妻を法的な母親として扱うように求められた。また、夫が死んだとしても、妾には相続権は与えられなかった。
正妻は売りに出してはいけないことになっていたが、女性を経済的物品とみなす感覚は、夫が正妻を売春宿に売り払うことを容易にした。長安では、日本の芸者と同じように、こうした女性が歌謡や会話によって客を楽しませた。女児は、しばしば物乞いになり、貧しい家庭に年季奉公に出向いた。売春宿に入る場合は、女性経営者の姓を名乗った。こうした境遇からの脱出口は、客の正妻になるか、客の妾となることであった。また、唐代を通して、性感染症の存在が認識されており、淋病に類する病が性行為を通して拡大していた。

### 唐代の女性詩人

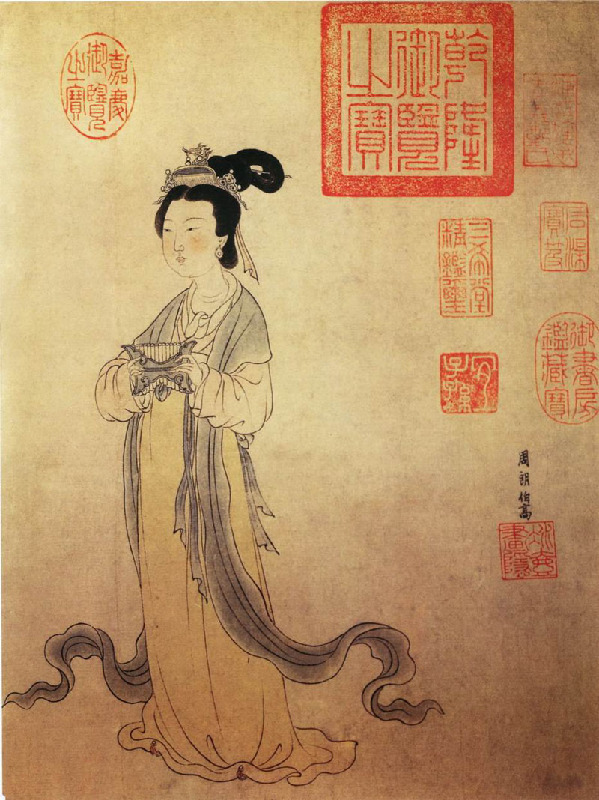
唐代の女性詩人である杜秋娘の肖像画。

知識人層の常連を相手をする高級売春婦や妓女に求められる教育水準は高いものであり、「廓あそび」の一環で詩賦を作ることができる者もいた。たとえば、李冶（李季蘭）は文学的才能があることでよく知られ、唐の徳宗のもとに召されて詩を創作した。徳宗は、女性学者や女性詩人を認めており、宋廷棻の娘の宋若莘・宋若昭・宋若倫・宋若憲・宋若荀らを召して彼女たちの詩を鑑賞し、そのまま宮廷公式のお抱え詩人とした。
李冶を含めたこの時代の女性詩人は、異なる社会階層を渡り歩いたものが多く、妓女になったのちに道教の尼僧になった例として薛濤や魚玄機が挙げられる。特に魚玄機の詩は、従来の「閨怨詩」に新たな要素を深し、ただ「待つ女」を描くのではなく、男を皮肉り、挑発し、攻撃することも多い。このように、唐代においては女性作家はありふれた存在であり、蔡省風は女性による作品だけを収集して『瑤池新詠集』を編纂した。ほか、よく知られた詩人として杜秋娘がおり、彼女の詩は女性詩人としては唯一『唐詩三百選』に選ばれている。

### 女科の成立
「女科」と呼ばれる産婦人科の確立期は隋唐の頃であるとされ、その集大成として孫思邈の『千金方』が唐代に完成した。『千金方』は冒頭3巻に「婦人方」を置き、女性は女性の特徴を理解して治療せねばならないと説いている。
孫思邈は、一般の病気は男女とも同じであり、治療法も同じであると男女の本質的な類似性を再三強調しながらも、女性の持つ生殖機能をもとに男女を区別し、生育は女性にしかできない職務とした。特に出産については詳しく論じられており、巻二には「求子」「妊娠悪阻」「養胎（胎児保護と胎教）」「妊娠諸病」「子死腹中」といったテーマが、また巻三では産後の心得として「虚損（産後の衰弱）」「中風（産後風に当たること）」「淋渇（産後の排尿障害）」といったテーマがまとめられている。「求子」では男女の産み分けの方法を述べており、これは男子を生むことが求められていた当時の状況を反映している。
ただし、この段階での身体的区別は生理現象や生殖機能に限定されており、子宮・卵巣といった女性特有の器官に対する注目は南宋の陳自明『婦人大全良方』に始まるとされる。

## 宋代

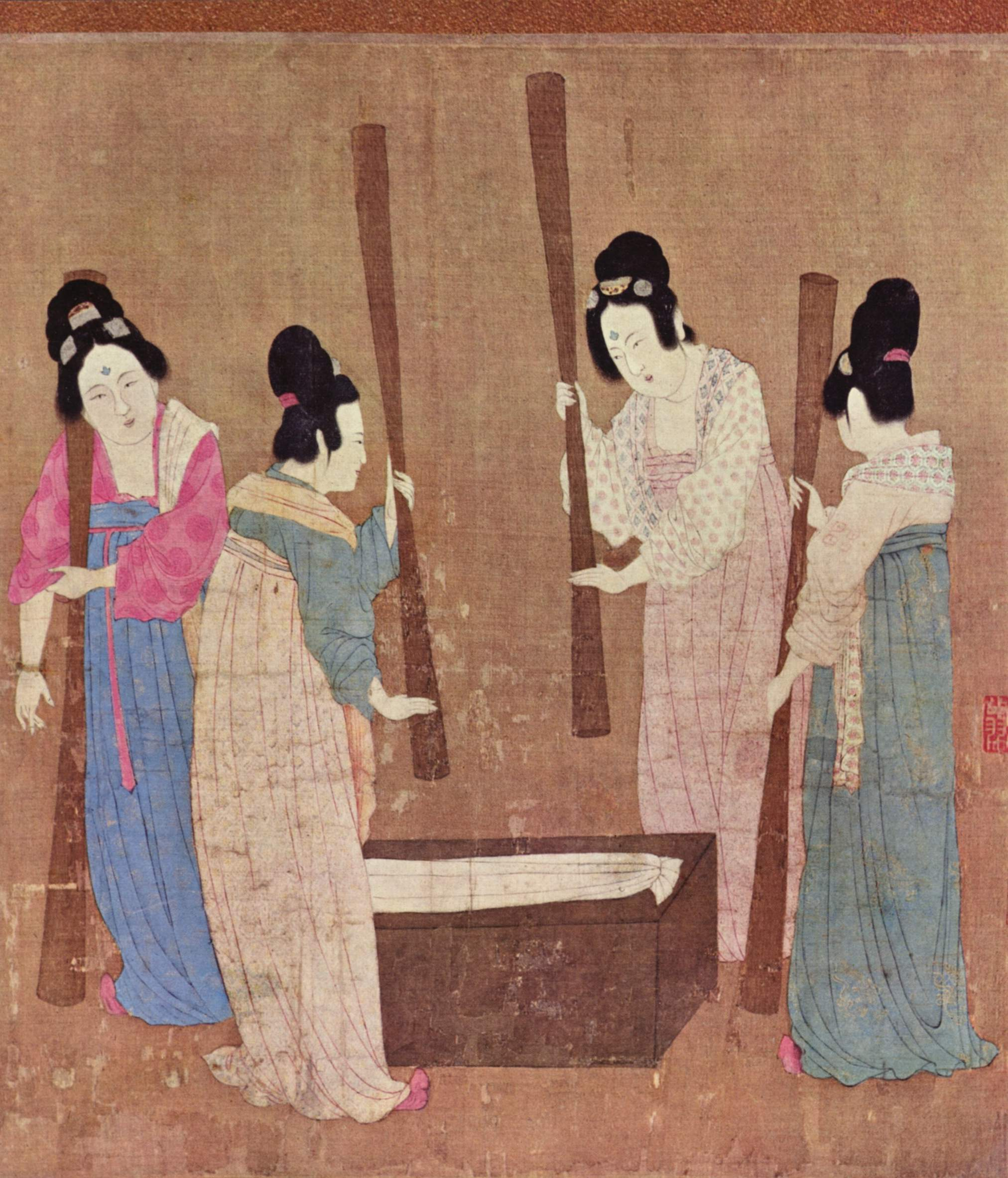
張萱の「搗練図卷」。宮廷の女性が、徽宗のために新しい絹の準備をしている。

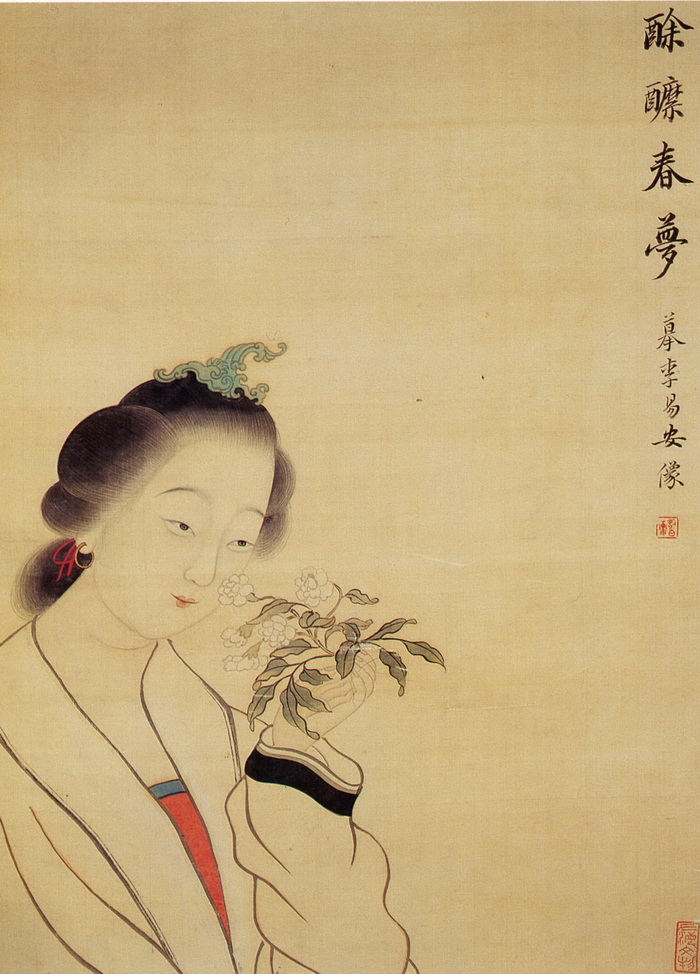
宋代の女性詩人の李清照。

### 女性抑圧と朱子学
宋代に入ると女性に対する制限が目立つようになった。宋代の女性に関する状況の変化として妓女・売春婦の市場拡大、纏足の拡大、未亡人が貞淑を保つことの規範化、父系制の厳格化といった事象が挙げられる。従来、こうした変化は宋代の間の宋学・朱子学の普及によるものであり、こうした思想傾向によって女性の地位が低下したと説明されてきた。たとえば、北宋の学者である程頤は未亡人が再婚することを強く非難し、「餓死事極小、失節事極大（餓死するよりも、貞潔さを失う方が大きな問題だ）」と述べている。ほか、朱熹は男女は厳格に隔離して教育するべきと考えていたという説もある。
こうした「朱子学による女性地位低下」という説は、1920年代の女性史黎明期の研究者である陳東原によって唱えられ、以後定説となっていた。しかし近年は、こうした説明は一面的であり、遺産継承権や社会構造の変化といった、社会的・政治的・法的・経済的・文化的な問題と関連する複雑な背景が想定されるようになっている。
実際、程頤は生家に留まりそのまま死去した姪について、彼女の孝行を称賛し、レベルの低い男と結婚するぐらいなら家に留まった方がましだと述べている。また、朱熹の経書解釈を探しても、女性の隔離や抑圧を積極的に説く条はほとんどなく、むしろ朱熹は経済問題がある場合の未亡人の再婚を認めている。佐々木 (2018b, pp. 184–187)は、（明清期に顕著である）婚約者に対する守節や夫のための殉死といった女性に対する抑圧的状況は、あくまで明清期の社会に即して説明することが必要であり、その淵源を朱子学の教説に求めるのは誤りであるとする。

### 宋の宮室
宋代は、皇太后や皇后が皇帝に代わって政治を司る垂簾聴政がときおり行われ、かつ安定的に運用されていた。たとえば、章献太后劉氏は仁宗のもとで政治を執行し、その死後には仁宗の皇后の曹皇后が引き継ぎ、英宗のもとで垂簾聴政を行った。宋代の垂簾聴政は必ずしも幼い皇帝に対してだけではなく、皇帝が成人して即位した場合にも行われ、彼女たちは一種の摂関政治を行っていたといえる。
このうち章献太后劉氏はもとは孤児の旅芸人であったが、真宗がその魅力と才能を見て引き抜いた女性である。真宗の皇后になる際にはその卑しい出自から大臣の反対を受けたが、数年後に皇后となり、夫の死後、彼女を母と信じていた仁宗のもとで権力を握った。彼女は11年間（1022年 - 1033年）にわたって垂簾聴政を行い実権を握っていた。司馬光は、彼女の非道徳的な行いを批判しながらも、その治世が安定したもので平和をもたらしたことを評価している。

### 宋代の庶民女性の暮らし
宋代においても「男耕女織」の観念は強固だったものの、これと反する実例も多い。たとえば、南宋の袁采『袁氏世範』には、当時の社会における女性の活躍が描かれている。ここには夫や息子が無能である場合、妻が一家の生業に精力的に参加して一家を支える例が記されている。また、当時の戸籍の調査によって、「女戸」つまり女性が財産を持ち、家長となっていた家が多数存在したことも明らかになっている。
また、唐代・宋代を通して、女性が田植え作業に従事する記述、男性が桑の葉摘みに従事する記述もたびたび見え、男女分業の観念も現実的な必要に迫られると必ずしも機能しないことが分かる。南宋の洪邁による『夷堅志』には、離婚後の妻や未亡人が商売を行って自活した例や、妻が夫を養った例も散見される。当時、女性一人で経営可能なほど条件の良い生業としては、商業または製粉業が挙げられる。

### 纏足の開始
伝統的な中国人女性の習慣として著名な「纏足」は、宋代に始まった。当初は美しい専門靴を着け、上流階級のファッションとして流行したが、明代に入ると漢族女性の風習として拡大し、清代になると禁令を出されても効果がないほどに普及していた。なお、朱熹が地方官在任中に纏足を奨励したとする説が近代に流布したが、この説は根拠がない。
従来、纏足は野蛮・グロテスクな習慣であり、被害者としての中国女性を象徴するものとして捉えられていた。しかし近年の研究では、こうした見方は19世紀以降の宣教師や人類学者、医者の記した文献に即した一面的なものであるとされる。実際には、纏足・纏足靴の作成は一種の女性文化で、儒教世界の中における女性の努力と誇りを示す側面もあり、当時の女性美の象徴であったと考えられている。

### 宋代の文学作品
宋代までの女性文学を集大成したのが女性詩人の李清照である。彼女は夫の趙明誠とともに金石文の研究に熱中し『金石録』を著すとともに、当時流行の「詞」の形式で文学作品を残し、その詞は『四庫提要』で高く評価されている。また、『金石録』の後序にはこの夫婦の新婚時代の思い出が以下のように綴られている。
李清照は43歳のときに北宋が滅亡、夫も病死し、江南を転々とすることになった。この頃の作品とされる「聲聲慢」は、全体に底知れぬ喪失感が漂い、斬新な書き出しや当時の俗語を用いながらも、浅薄さを感じさせないものである。

## 元代
元代に中国を支配したモンゴル族も、基本的には漢族と変わらない家父長制の社会であった。『集史』に記録されているチンギス・カンの言葉に、妻がいかに夫に仕えるべきかを説いたものがある。
元代は、宋代に引き続いて女性の地位が低下した時代とされるが、その原因についてはさまざまな議論がある。そのうちの一つに、北方遊牧民族であるモンゴル族の習俗の影響を想定する研究がある。たとえば、モンゴル族の習俗に収継婚（夫と死別した女性はその兄弟と再婚し、他家に行かせない）があり、これが漢族にも広がったが、これは女性を父系家族の所有物と見る観念の表れであるとする。また、元代に女性は婚姻の際の持参金を没収され、最初に結婚した家の所有とされて再婚時にも持ち出せないようになったが、これも女性の所有物化を示しているとされる。

### 節婦旌表
ほか、元代に女性の転換点を見る上で、節婦（夫との死別の後に貞潔を貫いた女性）に対する「旌表」が重視されることもある。「旌表」とは王朝が個人の善行を表彰する制度で、漢代から存在しているが、当初はその対象は孝子（親に対して孝を尽くした子）である場合が多かった。ところが、元代に入って節婦や烈婦（夫の死に際して自身も殉死した女性）に旌表を与えることが多くなり、この傾向は明代により高まる。節婦を重視する傾向は、唐宋以前はさほど明らかではなく、元代以降に特徴的な観念である。酒井 (2006, p. 52)は、元代に科挙の停止や官界の縮小が起こり、人々が特権を獲得することが困難になったことで、徭役や課税の免除という特権を受けるための手段として節婦旌表が注目されたと論じている。
元代に科挙が廃止されたことで、知識人層でも漢族には困窮する者が増え、妻の仕事が重要な収入源となることもあった。こういった妻の貢献はしばしば墓志銘に記載されており、妻が織物仕事に従事し一家の収入を助けた話や、夫の両親の世話をした話、水を運び食糧の調達に勤しんだ話などがある。

### 元代の文芸
汪元量は、宋代・元代に仕えた詩人であり、王朝交代によって南宋の幼い君主やその母の全太后とともに元のフビライハンのもとへと連行された。彼はこの亡国の旅路を題材に「湖州歌」を作ったが、これは后妃や宮女の旅を歌った連作詩であり、当時の高位の女性の姿を描き出している。また、元初に活躍した女性詩人・絵師である管道昇は、中国史上で最も優れた画家の一人であり、竹画の歴史において重要な役割を果たしたとして高い評価を得ている。元代末期のトゴン・テムルに仕えた女性詩人・絵師の趙鸞鸞は、その詩が誤って『全唐詩』に入れられているが、その編者はその詩が性愛的であることから彼女は妓女だったのだろうと推測している。
魯国の王妃である祥哥剌吉は、女性芸術家として絵画や書の作品を残すとともに、宋代の芸作品術のコレクターでもあった。1323年、彼女は「雅集」を開催したが、これは女性が主宰したイベントであるという点で非常に珍しいものである。芸術作品を収集し、雅集を主宰した彼女の行動は、中国美術の発展に大きな影響を与えた。
元代の劇作家である夏庭芝は、役者の評判集である『青楼集』を作ったが、ここには100名以上の女優が記され、しかも老生（中年以上の男子役）や武生（立ち回りを主とする男性役）も多かった。また、山西省の広勝寺のの元代の壁画には、老生に扮した女性の姿が描かれている。

## 明代

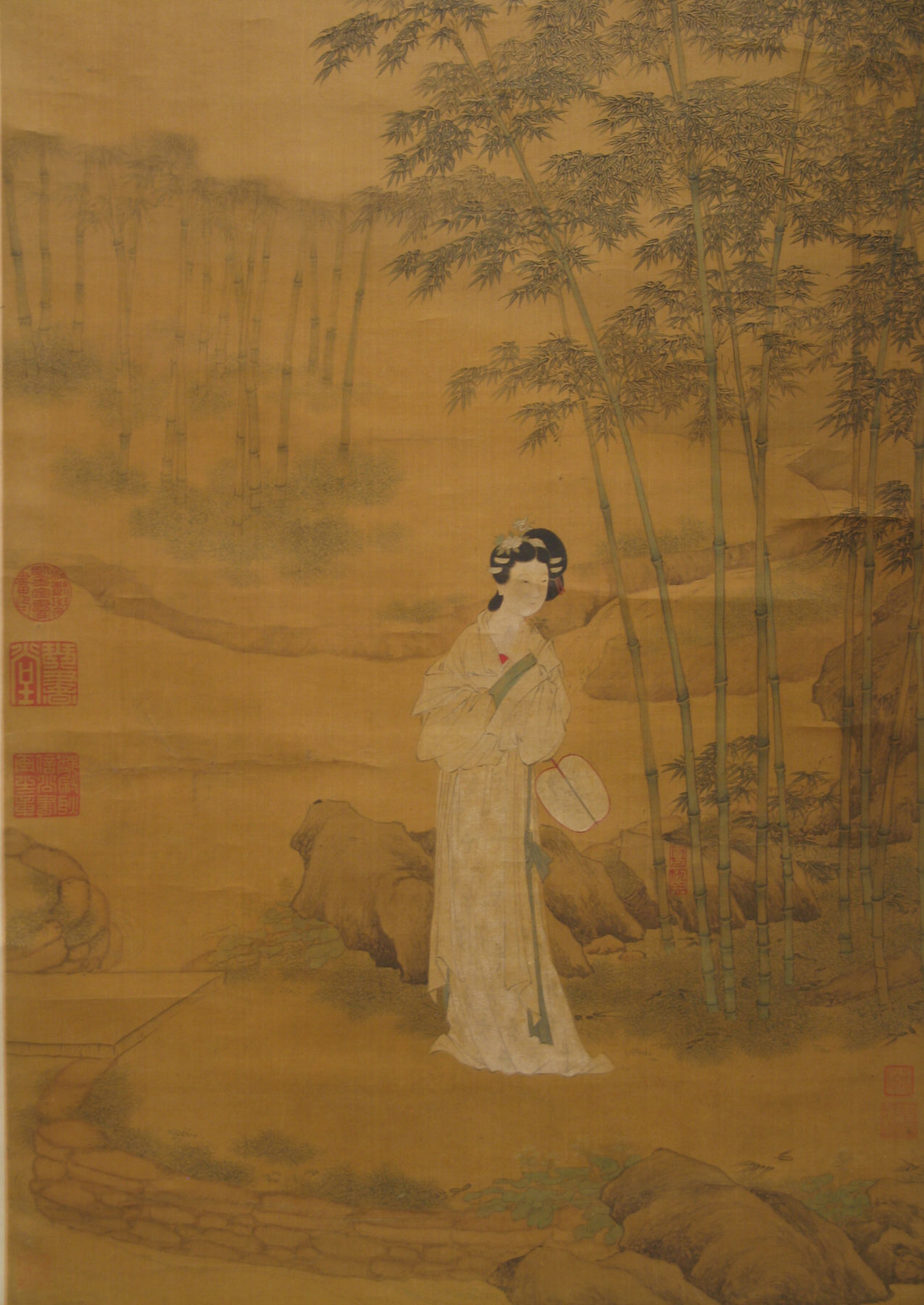
竹林に佇む女性。明の仇英の作。

明朝皇室の婚姻には独特の規則があり、王室の配偶者は下層階級の女性からあてがわれた。これは初代皇帝の洪武帝によって定められたもので、その結果、明代の皇室女性の持つ権力は他の時代に比較して弱かった。また、宮廷に仕える女官は、礼部が容姿を問わずに民間の15歳以上の未婚女性か、40歳以下の夫がいない婦人で、読み書きのできる者を選抜していた。出仕後は、宮中の教育機関で『論語』『大学』などを学習し、優秀者は女秀才・女史に採用された。こうした女性たちは、一定期間の就労後は家に帰っても残留してもよく、女官の家族には金銭や徭役免除などの特権が与えられていた。
この時代に起こった陽明学は、良知を持つものとして人間は道徳的能力において平等であるとしたが、ここから男女の性別の差が優劣に影響しないという考え方が生まれ、明末の過激な思想家である李卓吾は、人間に男女の別があってもその見識に優劣はないと断じた。

### 節婦・烈女の増加
明代に入ると、「節婦」の観念はより一般的となり、旌表を受け取る女性はさらに増加した。彼女たちは牌坊に「貞節牌坊」として顕彰されたり、墓志銘で名誉であると称賛されたりした。また、節婦の観念は夫の死に際して女性が自殺する行為と結びつくようになり、その事例は明代に劇的に増加する。特に明代後期になると、未婚女性が婚約者に殉じるような貞節行為が称揚されるようになり、このような女性に対して旌表を与えることも増えた。
また、旌表は16世紀の後半になると対象が拡大し、性的暴行に反抗して死亡した女性にも与えられることがあった。貞潔を守って死去したり自殺したりした未亡人は、「烈女」（「烈」には殉死という意味合いがある）として称えられた。こうした風潮に加えて、元代に改定された法律（婚姻の際の持参金は没収する）の影響もあって、未亡人が再婚しないことを徐々に普遍的なものにした。

### 明代の恋愛
明代には「節婦」とは対照的に「淫婦」も存在した。明代には人気のある大衆小説が多数作られ、そこには淫らな女性がよく登場する。その中でも最も悪名高いのは『金瓶梅』に登場する潘金蓮である。
また、明末には「ロマンチック・ラブ」の流行が見られ、陳子龍や銭謙益と柳如是、冒襄と董小宛など、士人と妓女の恋愛が広く話題となった。こうした恋愛は、賤民とされる妓女と知識人という身分差があり、地元の紳士層には猛反対された一方で、柳如是が男装して復社に参加し時勢を論じたことや、明清交代に際して銭謙益に反清活動を行うよう説得した行動は佳話として語り継がれている。こうした「高潔な賤民」が人気を集める気風は明末に流行し、妓女は容姿の美しさや遊芸の巧みさが評価されるばかりではなく、道徳性や学識が称揚されることもあった。

### 明代の法律
明代の法律においては、未婚女性が合意の上で男性と関係を持つことも姦通と定義され、両者は杖八十の刑に処された。ただ、女性が既婚者で夫以外と関係をもった場合はともに杖九十と罪が重くなる。ただし、男性側が既婚・未婚であるかは処罰を左右せず、男性側の罪は他の家の女性に手を出したことであって、自分の妻への背信行為とは考えられなかった。強姦の場合は罪が重く、男性は絞首刑に処され、女性は罪に問われなかった。
姦通を原因とする配偶者間の殺人については、加害者の性別によって処罰が異なっていた。妻妾が自らの姦通を原因として夫を殺害した場合は凌遅、そしてその姦通相手の男性は斬首となる。妻妾の姦通相手の男性が夫を殺害した場合も、妻妾も絞首に処された。一方、夫が自分の姦通を原因として妻妾を殺害した場合や、姦通相手の女性が妻を殺害した場合については、特別な規定は設けられておらず、これは清代も同様である。

## 清代

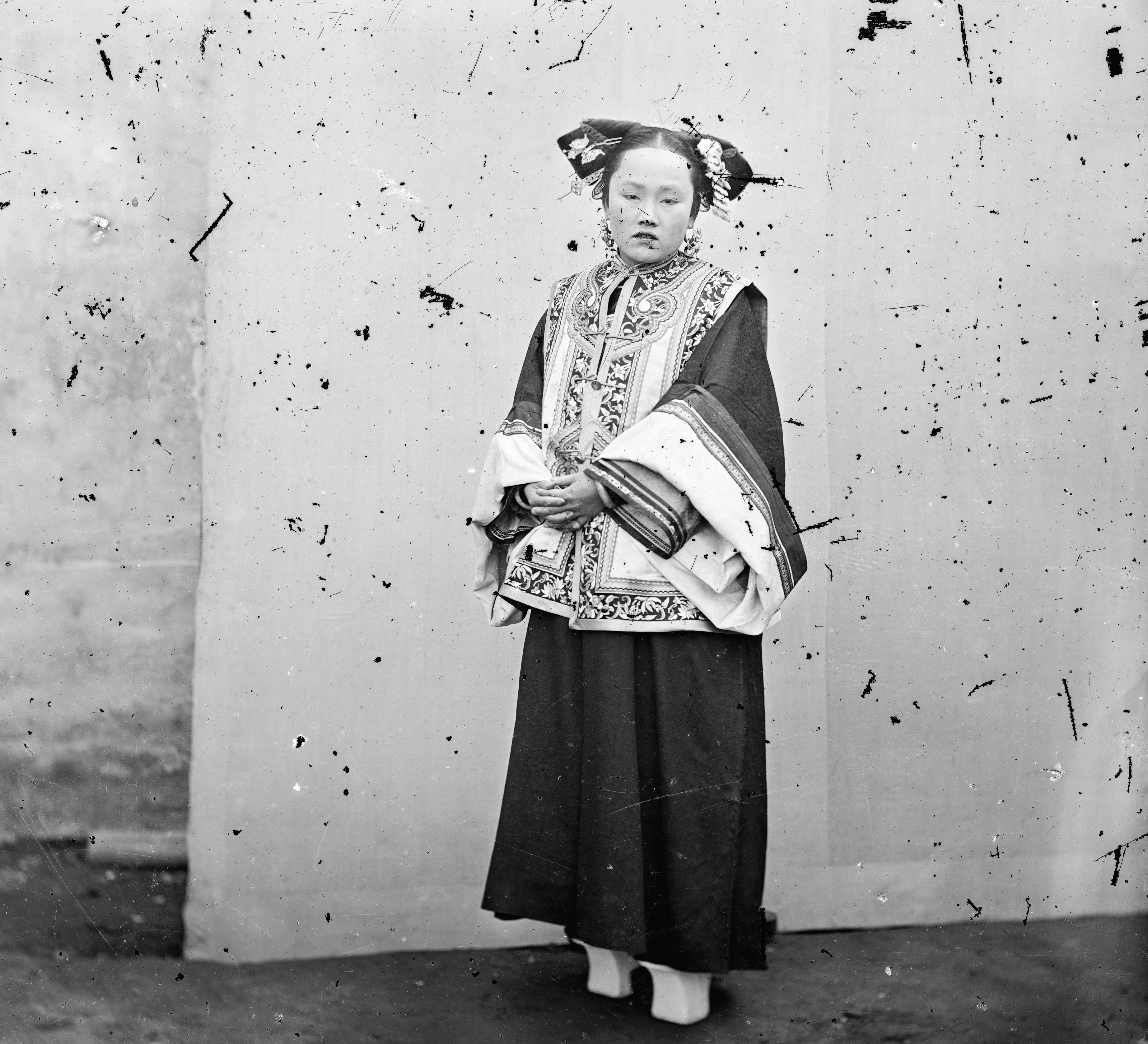
1869年の満州族の女性の写真。花盆底靴と呼ばれる靴を履いている。

清代の女性の社会的地位は、父系制と父方居住制、族外婚、農耕社会、そしてジェンダーに基づいた分業などの影響を受けた。これまでの時代と同様に、女性は「三従」（幼少期は父に仕え、結婚すれば夫に仕え、夫の死後は息子に仕えること）が求められた。また、清代の法律では、父親に対して娘に対する絶対的な権力を与えており、娘が恥ずべき行為をした場合には殺してもよかった。しかし、妻妾や娘を経済的物品として売りに出すことは禁止されていた。
明代から継続して、節婦は称賛の対象であり、清代になると特に公的に奨励されるようになった。政府は地方の首長に模範的な女性を推薦させ、その伝記を送るように求めた。本物の節婦であると認められた女性の家族には、皇帝の表彰文が送られたり「貞節牌坊」が立てられたりし、江南では1644年から1736年までで約6870人の女性がこの表彰を受けた。科挙の競争が苛烈になりすぎた清代後期には、これは科挙に代わる家名発揚の手段として用いられることもあった。節婦表彰の申請があまりに多かったため、1851年以降は申請処理が礼部から県に移管されたほどである。しかし、明朝とは異なり、清朝は夫の死後に妻が殉死することは禁止した。もともとこの習慣は、夫に対する忠誠心でなく、強制的な再婚や夫の両親による虐待に対する絶望から図られるものであったという説もある。
また、西太后は清末の中国を実質的に支配し、47年間（1861年 - 1908年）にわたって皇帝の裏で傀儡統治を行った。

### 売春業の禁止
雍正帝のとき、賤民戸籍の廃止が行われ、売春業などの賤業従事に強制されてきた人々に対し、良民化を許可した。しかし、貧民による売春業を根絶できたわけではなく、社会的問題を起こさない限りは実質的には放任されていた。売春宿の数の減少によって従来のような妓女による文学作品は減少したが、一部の個人所有の高級な売春宿は妓女の伝統を引き継ぎ、歌謡・舞踊などで客を楽しませた。

### 反「纏足」運動
宋代に始まった纏足の習慣は清代になるとより普及し、肉体労働が必要な場合でなければ下級階層にまで広がった。特に都市部では、大きな足の女性は田舎育ちであると軽蔑され、良い結婚を求めるならば小脚が必要とされた。纏足は漢族の風習であり、満州族に対する漢文明の象徴としての意味合いも持っていた。満州族である清朝はこれを禁止したものの、結局は滅びることはなく、清代を通して存続した。
反纏足の言論はたびたび清代の知識人や宣教師によって唱えられ、太平天国の乱において纏足禁止の令が出たこともあったが、本格的に反纏足活動が始まったのは1883年の康有為による「不纏足会」結成であるとみなされることが多い。1895年には、イギリス人のリトル夫人によって「天足会」が設立され、西洋人女性10人とともに纏足解放活動に着手した。天足会は、纏足はやめるべきことを説く文章を配布したり、西太后への上奏文の提出などを行い、この活動は一部の知識人から肯定的な反応を受けた。
その後、中国人による反纏足運動が本格化するのは戊戌維新期で、梁啓超が「戒纏足会叙」を記して知識人に大きな影響を与えた。
こうして、1898年に本格的に不纏足会が設立されると、その運動は急速に広がり、会員数は30万人にも達したという説がある。不纏足会は、纏足をしない女性に対する結婚を保証するという方法を用いて、纏足からの脱却を試みた。戊戌維新期に纏足運動が一気に広まった理由としては、従来は纏足禁止の根拠としては人道的、衛生的、医学的、キリスト教的な観点が挙げられていたが、この時期には纏足と国家存続が結び付けられるようになり、反纏足運動が士大夫の議論に取り込まれるようになったことが考えられる。
従来、纏足は封建的社会の女性抑圧の象徴とみなされ、纏足からの解放は太平天国の乱と並んで近代女性解放運動の画期的な出来事であると捉えられてきた。しかし、ドロシー・コーは、封建的・家父長的・抑圧的な「中国の伝統」は五四新文化運動・共産党革命・西洋フェミニズム研究の交差によって生み出された考え方であるとし、「纏足」に対するこうしたイメージを塗り替え、長年にわたって各地で育まれてきた纏足文化の多様性を明らかにした。
同時に、反纏足運動を「女性解放運動」としてだけ見ることにも異論が提出されるようになった。たとえば、戊戌維新期の反纏足運動は徹底した男性中心の運動であり、維新派の人々は纏足に反対しながらも烈婦は顕彰し、国家に対する責任を女性に転嫁し女性を生育の道具とみなしたという見方もある。反纏足運動は、国家に奉仕する良妻賢母を創出するためのものであり、女性に纏足に代わる新たな束縛をもたらすという側面もあった。

## 研究史
近代の中国史研究の中で、意図的に女性を取りあげて論じたのは、五四運動を経た1920年代に書かれた陳東原『中国婦女生活史』である。しかし、その後20世紀後半まで中国の女性史の書物はほとんど書かれなかった。先駆的な業績が小野和子『中国女性史―太平天国から現代まで』であり、小野は1970年代の日本の第二次フェミニズムの影響を受け、活き活きとした中国女性を描き出した。同時期に末次玲子による「中国女性史研究会」が立ち上げられ、その研究成果はのちに『20世紀中国女性史』（2004年）に整理された。ほかに岸辺成雄編『儒教社会の女性たち』などがあるが、この時期の研究は近現代の女性史を扱うものが多く、いかにして性差別を撤廃し未来社会を展望するか、という今日的な関心から出発したものであった。
第二次フェミニズムによって英語圏における中国女性史研究も活発化した。特にアメリカでは宋代から清代にかけての研究が盛んに行われ、前近代の封建社会で抑圧された女性というステレオタイプな見方からの脱却し、女性の多様な姿を描き出す研究が多い。たとえば、パトリシア・イーブリは宋代の女性の多様な動きを家族の中での地位に基づいて明らかにし、スーザン・マンは清代の江南の女性たちの高い文化水準とネットワークを描き出した。ドロシー・コ―の纏足研究も、抑圧の象徴を中華文明の精華として捉えなおすもので、こうした研究の流れの一環にある。
中国においては、1980年代に女性学を立ち上げようという動きが始まり、女性運動の資料集である『中国婦女運動史』などが出版された。この動きは1989年の天安門事件によって一時後退したが、1991年にアメリカで設立された「中国女性学協会」との交流などもあって徐々に研究が増えた。2004年の杜芳琴・王政『中国歴史中的婦女与性別』は、先史時代の母系制社会から周代の父系制成立、魏晋六朝隋唐期の女性の活躍、宋学の内外の秩序強調、明清での貞節の重視と通史的な研究を行った。

### 資料的な制限
中国に残存する文献資料の圧倒的大部分が、男性によって男性のために構成されたものであり、しかもその多くが上流階級の知識人や政治的支配者層で、そこには大きなバイアスがかけられている。そして実際に女性に書かれたテキストですら紋切型の男性的感性を明らかにするにすぎない場合があり、女性によって書かれた詩歌が男性の視点に依拠することもよくある。明代後期以降には女性の著作物も増え始めるが、こうした資料も最終的には男性によってまとめられて編集されたものであり、やはり男性の観点を反映していることが想定される。
こうしたバイアスは文献資料にはとどまらず、絵画資料においても存在する。たとえば宋代の開封を描写した『清明上河図』においては、描かれる人々がほぼ男性であり、女性は家や荘園の中で子供と遊ぶ姿だけである。また、宋代の『耕織図詩』（模写）においては、農作業に従事するのは男性ばかりで、女性は織物に従事する姿で描かれる場合がほとんどである。しかし文献資料からは、外を出歩く女性や、農作業に従事する女性の姿を読み取ることができ、絵画を描く画家のバイアスが絵画に反映されていることが分かる。
結局、現存資料からは、女性自身が自らのジェンダー関係をどのように見ていたかについてはほとんど知ることができず、我々が知り得るジェンダーのイメージも部分的なものにとどまっていることは否定できない。しかし、男性は多くの異なる文脈の中で女性を描写していて、その異なる資料はジェンダーシステムの異なる側面を明らかにし、多角的な情報を提供し得る。Beverly Bosslerは、ジェンダー史研究に活用しうる文献資料として、以下の例を挙げている。
1. 墓志銘（個人の没後に、その人の人生を記念するために作られる文章）
当人と密接な関係を有する者によって書かれるため、家庭や個人の関係を詳しく記録している。また、女性の墓志銘もかなりの数が残されており、直接の女性史資料を提供する。こうした伝記は故人の徳を顕彰するためのものであり、実際の行動を示しているのかは不明なことも多いが、却ってそこからジェンダー・イデオロギーが明らかになる場合がある。たとえば、故人の女性が「妾に嫉妬しないこと」で称賛されているとしたら、「嫉妬しないことが美徳とされたこと」と「家庭の女性間での嫉妬は常見される現象だった」ことを知ることができる[140]。
2. 歴史書・列伝
『史記』以来、女性が独立して立伝されることはほとんどなく、夫か子供の伝の中の補助的な役割でしかないことが多い。しかし、歴史書においては男性の理想像がさまざまに語られており、そこからジェンダー構造を読み取ることができる。また、明清の地方志に残る節婦・烈女の記録からも当時理想的とされたジェンダー像を研究することができる[140]。
3. 教訓書・家訓（道徳的な忠告を与える書）
漢代に編纂された『列女伝』が明代・清代に再構成される場合、どのように女性の徳を強調するかを論じるものや、南宋の『袁氏世範』から宋代の家族生活を明らかにする研究などがある[141]。
4. 政府文書
たとえば行政官が用いていた小冊子からは、妓女の管理法、法廷での女性の扱い方、女性召使たちの管理法などが分かる。また、『宋会要輯稿』と『宋史』を用いて、宋代の宮廷女性の官僚制を再構成した研究などもある[141]
5. 法律文章
法律のシステムを検討することによって、女性の財産権の変化や性暴力に対する処罰の実態などを明らかにする研究がある[142]
6. 専門書（医学書・宗教書・芸術など）
医学理論の男女の相違、道教における西王母といった女性神格の役割、仏教の実践における女性存在、民間宗教の指導者となった女性などに対する研究が行われている[142]
7. 文芸
通俗小説や戯曲に対する研究は特に中国文学研究者によって深められてきたが、そこには当時の女性の多様な特徴が現れており、非常に有力な資料になり得る[142]。